# Сибирска сойка
Сибирска сойка (Perisoreus infaustus) е вид птица от семейство Вранови (Corvidae).

## Разпространение и местообитание
Разпространен е в Китай, Финландия, Казахстан, Монголия, Норвегия, Русия и Швеция.